# Adrien Remacle
Pour les articles homonymes, voir Remacle.
Adrien Remacle, né le 11 août 1855 à Auxerre et mort en août 1916, est un écrivain et un musicien français.

## Biographie

### Jeunesse et famille
Fils de Charles Jules Achille Renacle, avocat, et de Zoé Pauline Leclère, son épouse, Adrien Hyacinthe Remacle naît à Auxerre en 1855.
En mars 1883, il devient le père d'un enfant naturel, prénommé Jean, dont il épouse la mère, Jeanne Guillot, en novembre. Le couple divorce en 1907.
En mars 1916, Jean, qui est son fils unique, meurt au champ d'honneur au fort de Vaux,.

### Carrière
Adrien Remacle commence sa carrière dans l'administration, comme attaché au cabinet du préfet de police de Paris Albert Gigot. En 1885, il devient le fondateur et le directeur de la La Revue contemporaine.
Adrien Remacle succombe quelques mois après son fils. Sa mort est annoncée dans la presse le 10 août 1916, la veille de son 61e anniversaire.

## Œuvres
- L'Absente, A. Savine, 1890 lire
- L'Enfant aux fourrures, Hachette, 1908 lire
- Les Aéronefs sans chutes : nouveaux appareils d'aviation orthogonaux sûrement propres à réaliser les voyages par air publics, sans péril (modèle 4), F. L. Vivien, 1912 lire
- Le Livre d'une jeunesse ; gluis et glanes ; mémoires rimés au jour le jour. Premiers Poèmes vécus (1870 à 1888), P.-V. Stock, 1913 lire
- Le Livre de l'amant, joies et supplices. 3e époque de Poèmes vécus, 1894 à 1901, P.-V. Stock, 1913
- Les Fêtes galantes, drame-ballet en deux actes, vers d'Adrien Remacle, adjoints au poème de Paul Verlaine, musique d'Adrien Remacle, A. Messein, 1914